# Okręg wyborczy Ashton-under-Lyne
Okręg wyborczy Ashton-under-Lyne powstał w 1832 r. i wysyła do brytyjskiej Izby Gmin jednego deputowanego. Okręg obejmuje część okręgu miejskiego Oldham oraz część okręgu miejskiego Tameside.

## Deputowani do brytyjskiej Izby Gmin z okręgu Ashton-under-Lyne
- 1832–1835: George Williams, wigowie
- 1835–1857: Charles Hindley, wigowie
- 1857–1868: Thomas Milner Gibson, Partia Liberalna
- 1868–1880: Thomas Mellor, Partia Konserwatywna
- 1880–1885: Hugh Mason, Partia Liberalna
- 1885–1895: John Addison, Partia Konserwatywna
- 1895–1906: Herbert Whiteley, Partia Konserwatywna
- 1906–1910: Alfred Henry Scott, Partia Liberalna
- 1910–1916: Max Aitken, Partia Konserwatywna
- 1916–1920: Albert Stanley, Partia Konserwatywna
- 1920–1924: Walter de Frece, Partia Konserwatywna
- 1924–1928: Cornelius Homan, Partia Konserwatywna
- 1928–1931: Albert Bellamy, Partia Pracy
- 1931–1935: John Broadbent, Partia Konserwatywna
- 1935–1939: Fred Simpson, Partia Pracy
- 1939–1945: William Jowitt, Partia Pracy
- 1945–1964: Hervey Rhodes, Partia Pracy
- 1964–2001: Robert Sheldon, Partia Pracy
- 2001-2015 : David Heyes, Partia Pracy
- 2015- : Angela Rayner, Partia Pracy